# Hooggerechtshof van Minnesota

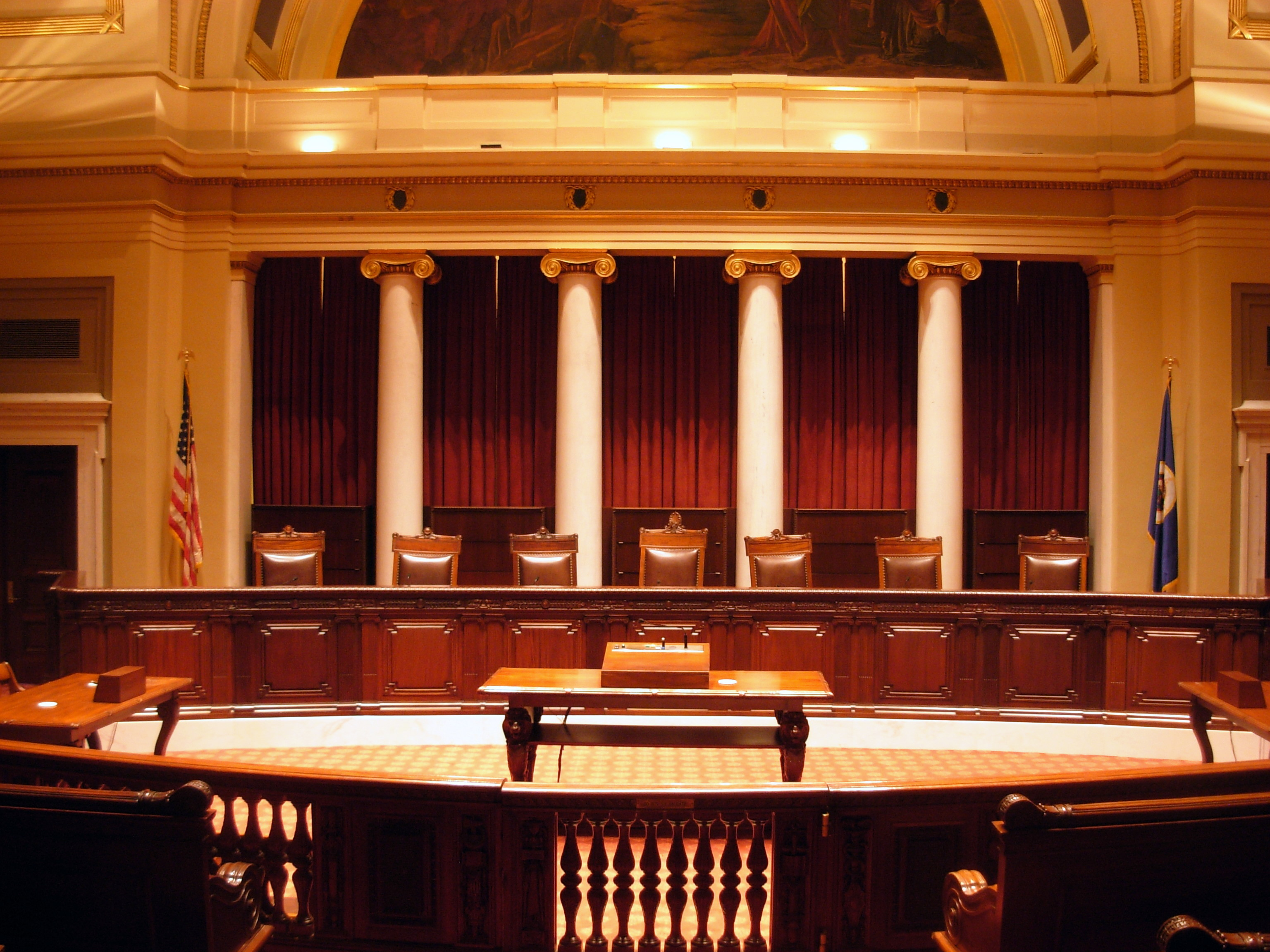
Hooggerechtshof van Minnesota

Het Hooggerechtshof van Minnesota (Minnesota Supreme Court) is de hoogste rechtbank van deze Amerikaanse deelstaat, en bestaat uit zeven rechters. Het gerechtshof werd voor het eerst bijeengeroepen in 1849, toen de staat nog een territorium was, en bestond indertijd uit drie leden. De eerste rechters werden benoemd door president Zachary Taylor, en waren advocaten van buiten het territorium. In 1858 werd Minnesota omgevormd tot staat; vanaf dat moment worden de rechters voor een periode van zes jaar gekozen. Wanneer er binnen die zes jaar een zetel vrijkomt, wijst de gouverneur een vervanger aan. Het rechtsgebouw bevindt zich in het Minnesota State Capitol in de hoofdstad Saint Paul.